# 왕야오
왕야오(중국어: 王堯, 1983년 1월 26일~)는 중국의 바둑 기사이다. 1994년 프로가 되었고 2004년 6단에 올랐다.

## 경력
- 1999년 전국개인전 3위
- 2002년 삼성화재배 16강
- 2006년 제13회 신인왕전 준우승(대 리저 1:2), 제7회 춘란배 본선 2회전, 제11회 삼성화재배 본선
- 2008년 13회 LG배 세계기왕전 본선
- 2009년 제9회 이광배 우승(대 저우허양 1:0), 제14회 삼성화재배 본선, 제6회 창기배 준우승(대 왕시 0:2)
- 2010년 15회 LG배 세계기왕전 4강(생애 첫 세계대회 4강)
- 2011년 16회 LG배 세계기왕전 본선